# Луций Каниний Гал (консул 37 пр.н.е.)
Вижте пояснителната страница за други личности с името Луций Каниний Гал.
Луций Каниний Гал (на латински: Lucius Caninius Gallus) e политик на късната Римска република през 1 век пр.н.е.

## Произход и политическа кариера
Произлиза от фамилията Канинии от Тускулум. Баща му Луций Каниний Гал e народен трибун (56 пр.н.е.) и приятел на Цицерон.
През 37 пр.н.е. е избран за консул заедно с Марк Випсаний Агрипа. Той напуска и на неговото място за суфектконсул е избран Тит Статилий Тавър. През 18 пр.н.е. Гал е triumvir monetalis.

## Фамилия
Той е баща или дядо на Луций Каниний Гал, който е суфектконсул през 2 пр.н.е.